# Glóbulos rojos empacados
Los glóbulos rojos empacados (pRBC en inglés) son un hemoderivado,  compuesto por eritrocitos que han sido separados para transfusión de sangre.  Por lo general, se usan en la anemia sintomática o cuando la hemoglobina es menor que 7–8 g/dL (70–80 g/L).

En adultos, una unidad eleva los niveles de hemoglobina en aproximadamente 1 g/dL (10 g/L).

Se pueden requerir transfusiones repetidas en personas que reciben quimioterapia contra el cáncer o que tienen trastornos de la hemoglobina. El emparejamiento cruzado generalmente se requiere antes de que se administre la sangre.  Se administra por inyección en una vena.
Los efectos secundarios incluyen reacciones alérgicas como anafilaxis, degradación de los glóbulos rojos, infección, sobrecarga de volumen y lesión pulmonar. Con los métodos de preparación actuales en el mundo desarrollado, el riesgo de infecciones virales como la hepatitis C y el VIH/SIDA es menos de uno en un millón. Sin embargo, los riesgos de infección son mayores en los países de bajos ingresos.  Los glóbulos rojos empaquetados se producen a partir de la sangre entera o por aféresis.  Por lo general, duran de tres a seis semanas.
El uso generalizado de glóbulos rojos empacados comenzó en la década de 1960.  Está en la Lista de medicamentos esenciales de la Organización Mundial de la Salud, los medicamentos más efectivos y seguros que se necesitan en un sistema de salud.  En el Reino Unido cuesta alrededor de £120 por unidad.  También existen otras versiones que incluyen sangre entera, leucocitos reducidos de glóbulos rojos y glóbulos rojos lavados.

## Usos médicos
Los glóbulos rojos se usan para restaurar la capacidad de transporte de oxígeno en personas con anemia debido a un traumatismo u otros problemas médicos, y son, por mucho, el componente sanguíneo más común utilizado en la medicina transfusional. Históricamente, se transfundieron como parte de la sangre entera, pero ahora se suelen utilizar por separado como glóbulos rojos y componentes del plasma. 
Más de 100 millones de unidades de sangre se recolectan cada año en todo el mundo, y aproximadamente el 50% de estas se dan a personas en países de altos ingresos.
En los países de bajos ingresos, la mayoría de las transfusiones de sangre (hasta un 65%) se administran a niños menores de 5 años para tratar la anemia grave infantil. Otro uso importante de la sangre en países de bajos ingresos es para tratar las complicaciones relacionadas con el embarazo. Mientras que en los países de ingresos altos, la mayoría de las transfusiones de sangre se administran a personas mayores de 65 años (hasta un 76%). En estos países, las transfusiones se usan más comúnmente para la atención de apoyo en cirugía cardíaca, cirugía de trasplante, traumatismo masivo y terapia para cánceres sólidos y de sangre. Debido a los cambios en las prácticas quirúrgicas, el uso médico de la sangre es ahora el uso principal de los glóbulos rojos en los países de altos ingresos.
Cuando se considera una transfusión de glóbulos rojos para un paciente individual, es una buena práctica considerar no solo el nivel de hemoglobina, sino también el contexto clínico general, las preferencias del paciente y si existen tratamientos alternativos. Si un paciente está estable y tiene una deficiencia hematínica, debe recibir tratamiento por la deficiencia (deficiencia de hierro, deficiencia de B12 o deficiencia de folato) en lugar de recibir una transfusión de glóbulos rojos.

### Los adultos
La transfusión de sangre generalmente se recomienda cuando los niveles de hemoglobina alcanzan los 7 g/dL (70 g/L en aquellos que tienen signos vitales estables, salvo que tengan anemia debido a una deficiencia hematínica. La transfusión en un umbral de hemoglobina restrictivo de entre 7 g/dL a 8 g/dL (70 a 80 g/L) redujo la proporción de personas que recibieron una transfusión de glóbulos rojos en un 43% en una amplia gama de especialidades clínicas, incluidas aquellas personas que están críticamente enfermas. No hubo pruebas de que una estrategia de transfusión restrictiva afectara la muerte o eventos adversos importantes (por ejemplo, eventos cardíacos, infarto de miocardio, accidente cerebrovascular, neumonía, tromboembolismo, infección) en comparación con una estrategia de transfusión liberal. No hay suficiente información en algunos grupos de pacientes para decir si un umbral de transfusión restrictivo o liberal es mejor.

#### Sangrado gastrointestinal superior
En adultos con hemorragia digestiva alta, la transfusión a un umbral más alto causó daño (mayor riesgo de muerte y sangrado).

#### Cirugía de corazón
Una revisión estableció que en pacientes sometidos a cirugía cardíaca una estrategia de transfusión restrictiva de 7 a 8 g/dL (70 a 80 g/L) es segura y redujo el uso de glóbulos rojos en un 24%.

#### Enfermedad del corazón
Hay menos evidencia disponible sobre el umbral de transfusión óptimo para las personas con enfermedades cardíacas, incluidas las que tienen un ataque cardíaco. Las pautas recomiendan un umbral más alto para las personas con enfermedad cardíaca de 8 g/dL (80 g/dL) si no se someten a cirugía cardíaca.

#### Trombocitopenia
No hay pruebas suficientes para sugerir cómo controlar la anemia en personas con cáncer de la sangre.

#### Anemia dependiente de transfusiones
Las personas con talasemia que dependen de transfusiones requieren un umbral de hemoglobina más alto para suprimir su propia producción de glóbulos rojos.  Para hacer esto, no se debe permitir que sus niveles de hemoglobina caigan por debajo de 9 a 10,5 g/dL (90 a 105 g/L).
No hay pruebas suficientes para recomendar un umbral de hemoglobina en particular en personas con mielodisplasia o anemia aplásica, y las directrices recomiendan un enfoque individualizado para la transfusión.

### Niños
Hay menos evidencia de umbrales de transfusión específicos en niños en comparación con adultos. Solo ha habido un ensayo aleatorio que evalúa umbrales diferentes en niños, y esto no mostró diferencias entre una estrategia de transfusión restrictiva o liberal. Este ensayo utilizó umbrales similares a los de los estudios en adultos, y también se recomienda la transfusión cuando la hemoglobina es inferior a 7 g/dL en niños.

### Neonatos
Transfusión neonatal de glóbulos rojos, y cuando sea apropiado, depende de: la edad gestacional del bebé; cuánto tiempo transcurrió desde que nació el bebé; y también de si el bebé está sano o enfermo.

## Efectos secundarios
Los efectos secundarios pueden incluir reacciones alérgicas lo que engloba anafilaxis, degradación de los glóbulos rojos, sobrecarga de líquidos, infección y lesión pulmonar, entre otros. Dar GR incompatibles a una persona puede ser fatal.
Con los métodos de prueba actuales en los países de altos ingresos, el riesgo de infección es muy bajo. Sin embargo, en los países de bajos ingresos, el riesgo de que la donación de sangre sea positiva para VIH, hepatitis C o sífilis es de aproximadamente el 1% y el riesgo de que sea positivo para la hepatitis B es de aproximadamente el 4%.  Aunque la Organización Mundial de la Salud recomienda que toda la sangre donada se analice para detectar estas infecciones, al menos 13 países de bajos ingresos no pueden examinar toda la sangre donada para al menos una de estas infecciones.

## Pruebas de compatibilidad
Para evitar las reacciones de transfusión, se analizan la sangre del donante y del receptor, por lo general ordenadas como "tipo y pantalla" para el receptor.  El "tipo" en este caso es el tipo ABO y Rh, específicamente el fenotipo, y la "pantalla" se refiere a la prueba de anticuerpos atípicos que podrían causar problemas de transfusión. La tipificación y la detección también se realizan en la sangre de donante. Los grupos sanguíneos representan antígenos en la superficie de los glóbulos rojos que pueden reaccionar con anticuerpos en el receptor. 
El sistema de grupo sanguíneo ABO tiene cuatro fenotipos básicos: O, A, B y AB. En la antigua Unión Soviética se llamaban I, II, III y IV, respectivamente. Hay dos antígenos importantes en el sistema: A y B. Los glóbulos rojos sin A ni B se llaman tipo O (o cero), y los glóbulos rojos con ambos antígenos se llaman AB. Excepto en casos inusuales como bebés o personas gravemente inmunocomprometidas, todas las personas tendrán anticuerpos contra cualquier tipo de sangre ABO que no esté presente en sus propios glóbulos rojos, y tendrán una reacción hemolítica inmediata a una unidad que no sea compatible con su tipo ABO. Además de los antígenos A y B, existen variaciones poco frecuentes que pueden complicar aún más las transfusiones, como el fenotipo Bombay . 
El sistema de grupo sanguíneo Rh consiste en cerca de 50 antígenos diferentes, pero el de mayor interés clínico es el antígeno "D", aunque tiene otros nombres y comúnmente se le dice "negativo" o "positivo". A diferencia de los antígenos ABO, un receptor generalmente no reaccionará a la primera transfusión incompatible porque el sistema inmunitario adaptativo no lo reconoce de inmediato. Después de una transfusión incompatible, el receptor puede desarrollar un anticuerpo contra el antígeno y reaccionará a cualquier otra transfusión incompatible. Este anticuerpo es importante porque es la causa más frecuente de enfermedad hemolítica del recién nacido. En ocasiones, se administran glóbulos rojos incompatibles a receptores que nunca se embarazarán, como hombres o mujeres posmenopáusicas, siempre que no tengan un anticuerpo, ya que el mayor riesgo de sangre con Rh incompatible es para embarazos actuales o futuros.
Para los glóbulos rojos, la sangre negativa de tipo O se considera como "donante universal", ya que los receptores con los tipos A, B o AB casi siempre pueden recibir sangre negativa de forma segura. El tipo AB positivo se considera un "receptor universal" porque puede recibir los otros tipos ABO/Rh de forma segura. Estos no son realmente universales, ya que otros antígenos de glóbulos rojos pueden complicar aún más las transfusiones. 
Hay muchos otros sistemas de grupos sanguíneos humanos y la mayoría de ellos rara vez se asocian con problemas de transfusión. Se usa una prueba de detección para identificar si el receptor tiene algún anticuerpo contra cualquiera de estos otros sistemas de grupos sanguíneos. Si la prueba de detección es positiva, debe seguir un conjunto complejo de pruebas para identificar qué anticuerpo tiene el receptor por proceso de eliminación. Encontrar la sangre adecuada para la transfusión cuando un receptor tiene múltiples anticuerpos o anticuerpos contra antígenos extremadamente comunes puede ser muy difícil y llevar mucho tiempo. 
Debido a que esta prueba puede llevar tiempo, los médicos a veces ordenan una unidad de sangre transfundida antes de que pueda completarse si el receptor está en una condición crítica. Normalmente, se utilizan de dos a cuatro unidades de sangre O negativa en estas situaciones, ya que es poco probable que causen una reacción. Una reacción potencialmente fatal es posible si el receptor tiene anticuerpos preexistentes, y la sangre no cruzada solo se usa en circunstancias extremas. Dado que la sangre O negativa no es común, se pueden usar otros tipos de sangre si la situación es desesperada.

## Recolección, procesamiento y uso.
Con mayor frecuencia, la sangre entera se extrae de una donación de sangre y se hace girar en una centrifugadora. Los glóbulos rojos son más densos y se asientan en el fondo, y la mayoría del plasma sanguíneo líquido permanece en la parte superior. El plasma se separa y los glóbulos rojos se mantienen con un mínimo de líquido. Generalmente, una solución aditiva de citrato, dextrosa y adenina se mezcla con las células para mantenerlas vivas durante el almacenamiento. Este proceso se realiza a veces como aféresis automatizada, donde la centrifugación y la mezcla tienen lugar en el sitio de la donación.
Los glóbulos rojos a veces se modifican para abordar las necesidades específicas de los pacientes. La modificación más común es la leucorreducción, donde la sangre del donante se filtra para eliminar los glóbulos blancos , aunque esto se está volviendo cada vez más universal en todo el suministro de sangre (más del 80% en los EE. UU., 100% en Europa). La sangre también se puede irradiar, lo que destruye el ADN de los glóbulos blancos y previene la enfermedad de injerto contra huésped, lo que puede ocurrir si el donante de sangre y el receptor están estrechamente relacionados, y también es importante para los pacientes inmunocomprometidos. Otras modificaciones, como lavar los glóbulos rojos para eliminar el plasma restante, son mucho menos comunes. 
Con soluciones aditivas, los glóbulos rojos se mantienen a temperaturas de refrigeración durante hasta 45 días.  En algunos pacientes, el uso de glóbulos rojos mucho más frescos es importante; por ejemplo, las directrices de los EE. UU. exigen que la sangre de menos de siete días se use para neonatales, para "garantizar una función celular óptima". Sin embargo, el fenómeno de la lesión por almacenamiento de glóbulos rojos y sus implicaciones para la eficacia de la transfusión son complejos y siguen siendo controvertidos (consulte los artículos del banco de sangre y de transfusión de sangre). 
Con la adición de glicerol u otros crioprotectores, los glóbulos rojos se pueden congelar y, por lo tanto, almacenar durante mucho más tiempo (esto no es común). A los GR congelados se les suele asignar una fecha de vencimiento de diez años, aunque las unidades más antiguas se han transfundido con éxito. El proceso de congelación es costoso y requiere mucho tiempo, y generalmente se reserva para unidades poco comunes, como las que se pueden usar en pacientes que tienen anticuerpos inusuales. Como los GR congelados tienen glicerol agregado, el glicerol agregado debe eliminarse lavando los glóbulos rojos con un equipo especial, como el procesador de células IBM 2991 de manera similar al lavado de los GR. 
El procesamiento (a menudo denominado "fabricación", ya que el resultado final se considera un producto biofarmacéutico biológico) y el almacenamiento puede ocurrir en un centro de recolección o en un banco de sangre. Los glóbulos rojos se mezclan con un anticoagulante y una solución de almacenamiento que proporciona nutrientes y tiene como objetivo preservar la viabilidad y la funcionalidad de las células (limitando su llamada "lesión por almacenamiento"), que se almacenan a temperaturas refrigeradas hasta por 42 días (en los Estados Unidos), excepto por el almacenamiento a largo plazo bastante inusual, en cuyo caso se pueden congelar hasta 10 años. Las células se separan de la porción fluida de la sangre después de que se recolecta de un donante, o durante el proceso de recolección en el caso de aféresis. El producto a veces se modifica después de la recolección para cumplir con los requisitos específicos del paciente.

Se están estudiando transfusiones de pRBC que fueron cargados con medicamentos 
para liberar sostenidamente el fármaco en la circulación, mantenerlo en el torrente circulatorio o bien como vehículo de nanoparticulas.

## Nombre
El producto generalmente se abrevia en inglés como RBC, pRBC, PRBC y, a veces, StRBC o incluso LRBC (este último indica los que han sido leucorreducidos, lo que ahora es cierto para la gran mayoría de las unidades de GR).  En inglés, el nombre "Red Blood Cells" con mayúsculas iniciales indica un producto sanguíneo estandarizado en los Estados Unidos.  Sin el uso de mayúsculas, es simplemente genérico sin especificar si las células comprenden o no un producto sanguíneo, sangre del paciente, etc. (con otros términos genéricos para que sean "eritrocitos" y "glóbulos rojos").